# Horst Sackmann
Horst Sackmann (* 3. Februar 1921 in Freiburg im Breisgau; † 2. November 1993 in Halle (Saale)) war ein deutscher Chemiker und hatte eine Professur für Physikalische Chemie an der Martin-Luther-Universität Halle-Wittenberg. Besonders bekannt wurde er durch Beiträge über Flüssigkristalle und deren Systematik. Er war von 1973 bis 1987 Vizepräsident der Deutschen Akademie der Naturforscher Leopoldina.

## Leben und Wirken

### Leben
Horst Sackmann besuchte zunächst das Freiburger und danach das Offenburger Realgymnasium. Nach der Reifeprüfung 1939 studierte er Chemie in Halle (Saale) und Freiburg im Breisgau. Er war seit 1939 Mitglied der NSDAP. 1941 wurde er zum Wehrdienst einberufen, konnte aber nach einer Verwundung in Russland sein Studium in Halle fortsetzen und im Februar 1945 abschließen. Seine Diplomarbeit betreute der Physikochemiker und Goetheforscher Karl Lothar Wolf, dem er zeitlebens verbunden blieb.
Kurz vor Kriegsende wurde er erneut eingezogen und geriet in amerikanische Gefangenschaft, konnte aber bald nach Halle zurückkehren. Dort war die Leitung des Instituts für Physikalische Chemie Franz Sauerwald, einem Metall- und Mischphasenforscher, übertragen worden, bei dem er Assistent und Doktorand wurde. 1947 heiratete er Traute Beyer, die er im Wolfschen Institut kennengelernt hatte, und 1950 wurde die Tochter Sybille geboren. Im selben Jahr promovierte er. 1954 folgten die Habilitation sowie die Berufung zum Dozenten und 1958 die Professur.
1963 wurde Horst Sackmann als Nachfolger von Franz Sauerwald zum Direktor des Physikalisch-Chemischen Instituts ernannt. Mit gleichen Pflichten, aber verminderten Rechten wurde er 1969 im Zuge einer Hochschulreform der DDR Leiter des entsprechenden Wissenschaftsbereichs der Sektion Chemie und blieb dies bis zu seiner Emeritierung 1986. Im Jahr 1965 wurde er zum Mitglied der Leopoldina gewählt. 1989 wurde er zum korrespondierenden Mitglied der Göttinger Akademie der Wissenschaften gewählt.

### Forschungstätigkeit
Während die Habilitationsschrift Horst Sackmanns und die ersten von ihm betreuten Diplomarbeiten anorganische Verbindungen mit annähernd kugelförmigen Molekülen und deren Mischungen betrafen, gab er als erstes Promotionsthema 1957 systematische Mischbarkeitsuntersuchungen an organischen Flüssigkristallen mit langgestreckter Molekülgestalt aus. Dies ging auf Anregungen seines ersten akademischen Lehrers Wolf zurück, und es wurden an Arbeiten in der organischen Chemie, die bis zur Mitte der 1930er Jahre betrieben wurden, sowie in der Physik, die 1945 geendet hatten, wieder aufgegriffen. Dabei ergab sich als Novum ein auswählendes Mischbarkeitsverhalten, das zu einer Systematik mit der bis heute verwendeten „ABC“-Buchstabenkennzeichnung für die smektischen kristallin-flüssigen Phasen führte. Die zugehörige, in vielen weiteren Arbeiten verifizierte „Mischbarkeitsauswahlregel“ Horst Sackmanns kann man beispielsweise im Nachspann seines Films nachlesen, der die Mischbarkeitsuntersuchungen unter dem Heiztischmikroskop illustriert.
Im Zuge der Ausweitung und Vertiefung der physikochemischen Flüssigkristall-Forschungen entstand das, was dann international als The Hallesian School bezeichnet wurde. Dabei erwies sich die Kooperation mit Halleschen Synthesechemikern als sehr fruchtbar, wie beispielsweise eine Zwischenbilanz vom Ende der 1970er Jahre ausweist. Insgesamt war Horst Sackmann an mehr als 150 Originalpublikationen, mehrheitlich die Flüssigkristalle betreffend, beteiligt.

### Weitere Aktivitäten
Auch nach seiner Emeritierung nahm Horst Sackmann regen Anteil am universitären Leben. So war er im Zuge der Erneuerungsbestrebungen der Halleschen Universität (MLU) von 1991 bis 1993 Vorsitzender ihrer Personalkommission Naturwissenschaft/Landwirtschaft.
Den Hintergrund dafür bildete sein langjähriges Eintreten für freiheitliche Verhältnisse an der MLU, das deren Altrektor Gunnar Berg 2006 in einer Festrede im Hinblick auf die Zeit ab 1950 so charakterisierte: „Nur noch wenige vertraten öffentlich die Ideale von Wissenschaftsfreiheit und Wahrheitssuche und waren der akademischen Jugend ein Vorbild, im naturwissenschaftlichen Bereich vor allem die Leopoldina-Mitglieder Kurt Mothes, Horst Sackmann und Heinz Bethge.“ Konflikte mit dem staatlichen System blieben dabei nicht aus.
Horst Sackmann war von 1973 bis 1987 Vizepräsident der Leopoldina, während Kurt Mothes bis 1974 Präsident und Heinz Bethge dessen Nachfolger war. Dieser ältesten dauerhaft existierenden naturforschenden Akademie der Welt, die seit 2008 den Status einer deutschen Nationalen Akademie der Wissenschaften (AdW) hat, gehörte Horst Sackmann seit 1965 an. Auch war er seit 1974 korrespondierendes Mitglied der Österreichischen AdW und seit 1989 korrespondierendes Mitglied der AdW zu Göttingen.
Horst Sackmann war fast drei Jahrzehnte Mitglied des Organisationskomitees der im Zwei-Jahres-Rhythmus stattfindenden „International Liquid Crystal Conference“ sowie 1975 Mitbegründer der „Flüssigkristallkonferenz Sozialistischer Länder“. Er gehörte zu den Herausgebergremien der Zeitschrift für Chemie und des internationalen Fachorgans Molecular Crystals and Liquid Crystals.
Auf der Basis langjähriger Kontakte zu Alfred Saupe sowie neuer Aktivitäten ab 1990 trug Horst Sackmann wesentlich zur Bildung der Halleschen Max-Planck-Arbeitsgruppe „Flüssigkristalline Systeme“ bei, die unter Saupes Leitung von 1992 bis 1997 bestand. Zusammen mit den Gruppen in den wieder gebildeten und verbessert ausgestatteten Instituten für Physikalische und für Organische Chemie etablierte sich die stark vergrößerte Zahl von Arbeitsgruppen, die beispielsweise bei der Deutschen Flüssigkristall-Gesellschaft aufgelistet ist. Damit werden die bedeutenden Halleschen Traditionen aus der Zeit vor 1945, die Horst Sackmann 1957 aufgegriffen und in die physikochemische Richtung ausgedehnt hat, erfolgreich fortgeführt.

## Ehrungen
- 1972: Nationalpreis der DDR für Wissenschaft und Technik
- 1979: Verdienter Hochschullehrer der DDR
- 1985: Ehrendoktorwürde der Friedrich-Schiller-Universität Jena
- 1987: Verdienst-Medaille der Leopoldina
- 1991: Bunsen-Denkmünze der Bunsen-Gesellschaft für sein Gesamtwerk

## Schriften
- Über Volumenänderungen beim Schmelzen organischer Stoffe, insbesondere in homologen Reihen. Dissertation. Universität Halle 1950.
- Physikalische Chemie. Fachbuchverlag, Leipzig 1953.
Tschechische Übersetzung: Fysikální chemie. Státní Nakl. technické literatury, Prag 1957.
- Beitrag zur Frage der Isomorphiebeziehungen zwischen Tetrahalogeniden der IV. Gruppe. Habilitationsschrift. Universität Halle 1959.
- mit Heinrich Arnold: Umwandlungsvorgänge in einem binären System mit kristallin-flüssigen Phasen. Beiheft zum Hochschulfilm HF 163. DZI für Lehrmittel. Volk und Wissen, Berlin (Ost) 1961. (Video dazu)
- mit Horst Kehlen u. Frank Kuschel: Grundlagen der Chemischen Kinetik. Akademie-Verl. Berlin (Ost) und Vieweg, Braunschweig 1974.
- mit Horst Kehlen u. Werner Schulze: Atome und Moleküle. Teil 1: Atome. Akademie-Verl. Berlin (Ost) 1976.
- mit Gerhard Geiseler (Hrsg.): Dynamische Strukturen in Chemie und Physikalischer Chemie. Leopoldina-Diskussionskreis 1983. In: Nova acta Leopoldina. N.F., Nr. 268, Bd. 61; Barth, Halle 1989.
- Smectic Liquid Crystals. A Historical Review. In: Liquid Crystals. An International Journal. 5, 1989, S. 43–55, doi:10.1080/02678298908026351.